# Eforia Spitalelor Civile

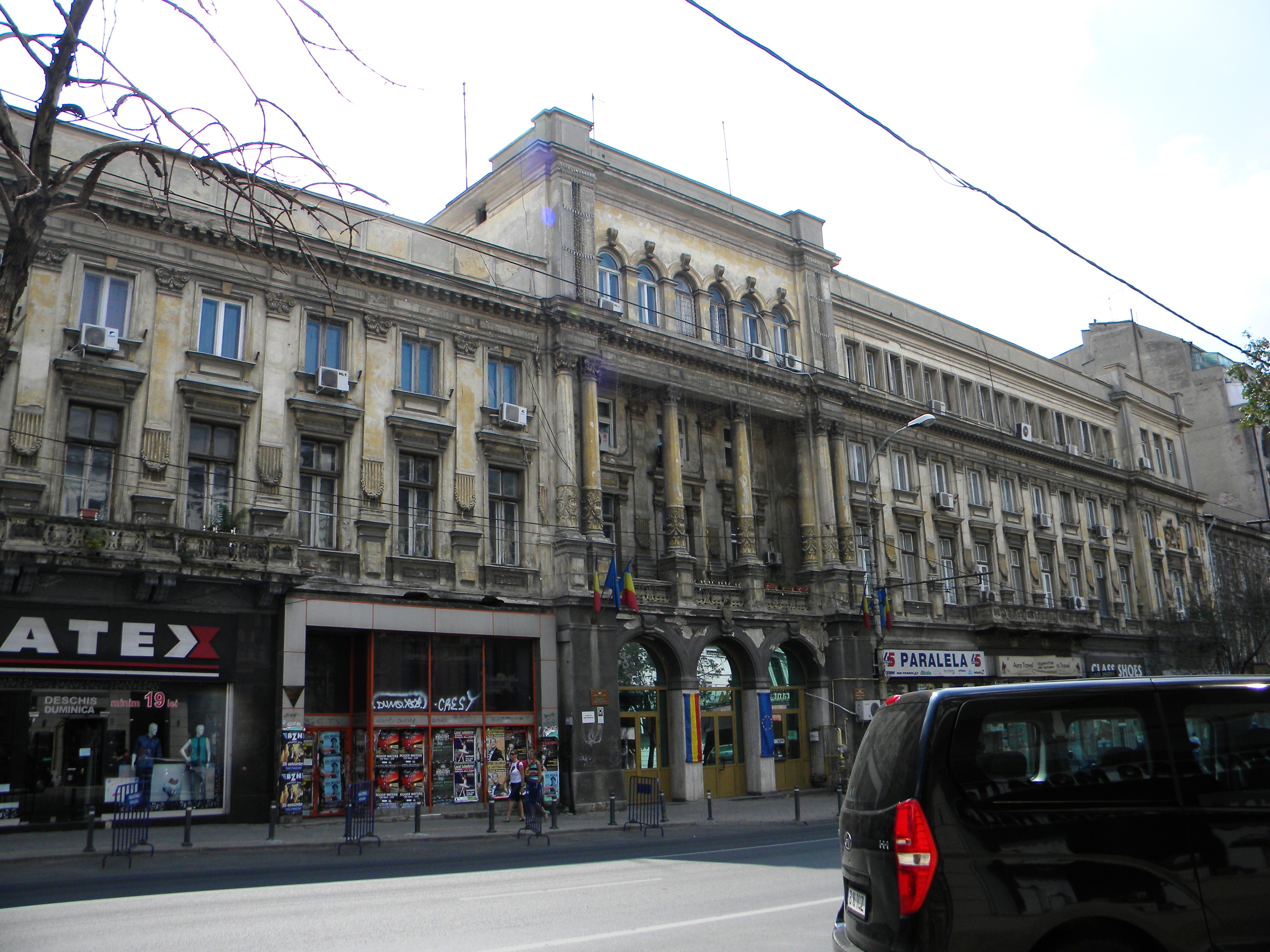
Clădirea Eforiei Spitalelor Civile, 2013

Eforia Spitalelor Civile a fost o organizație fără scop lucrativ care administra spitalele în Muntenia și Moldova. Ea a fost fondată de generalul Pavel Kiseleff în 1832 și a supraviețuit până în 1948, când a fost desființată de autoritățile comuniste. Decretul de fondare din 2 aprilie 1832 atribuia Eforiei doar administrația celor trei mari spitale bucureștene ale timpului: Colțea, Pantelimon și Filantropia. În timp, Eforia a devenit administrația tuturor spitalelor de stat din țară.
La 2 octombrie 1864, autoritatea asupra bugetului Eforiei a fost transferată la Camera Deputaților. Bugetul era pus în aplicare de guvern și controlat de Curtea de Conturi, deși în mare parte sursele de venituri erau donațiile private. Eforia înființează noi spitale în București și în provincie, noi sanatorii, școli medicale. Actuala stațiune Eforie Nord și-a început existența ca sanatoriu al Eforiei Spitalelor Civile.
Pentru finanțarea spitalelor, Eforia a fost înzestrată de donatori cu vaste proprietăți funciare. Statul a contribuit cu domenii care, înainte de declararea independenței, au aparținut sultanului otoman. În 1921, Eforia poseda zeci de mii de hectare de teren arabil și 50.000 ha teren forestier. La reforma agrară din 1921, Eforia pierde mare parte din aceste terenuri, ceea ce o obliga la introducerea, pentru prima dată, a unei taxe de spitalizare.

## Clădirea
Clădirea unde a funcționat Eforia Spitalelor Civile este situată pe b-dul Elisabeta din București și a fost ridicată între anii 1885-1886 în stil neoclasic. În timpul bombardamentului din 1944, edificiul și-a pierdut acoperișul, fiind renovată și modernizată după război.
Începând cu 1950, clădirea a găzduit Sfatul Popular al Raionului V. I. Lenin. S-au început lucrări de supraetajare a construcției, însă aceasta a fost finalizată doar în aripa vestică. În anii 1960, palatul a devenit sediul Sfatului Popular al Sectorului V, iar după Revoluția din 1989 sediul  Primăriei Sectorului 5. Ca urmare a degradării continue a clădirii, în 2013 sediul primăriei s-a mutat, edificiul urmând să fie consolidat. În 2015, primăria municipiului București a înaintat proiectul de consolidare, reabilitare, extindere și restaurare a fațadei, investiție care urma să coste 17.735.470 euro și să se realizeze în 2 ani. Totuși, până în prezent, acest proces n-a început.  